# جي إف إي
جي إف إي هولدينغز المساهمة (باليابانية: JFE ホールディングス株式会社 جي إف إي هوردينغسو كابوشكي-غايشا
) هي شركة لصناعة الفولاذ يقع مقرها الرئيسي في طوكيو، اليابان، تأسست في العام 2002 من اندماج شركتين كانتا متخصصتين في إنتاج البواخر العسكرية في الحرب العالمية الثانية.